# 梅利托波爾空軍基地
梅利托波爾空軍基地 （烏克蘭語：Авіабаза Мелітополь）是位於烏克蘭扎波羅熱州梅利托波爾的空軍基地，2022年前為乌克兰空军所控制，但在梅利托波尔战役後被俄罗斯空军攻下。
該基地是第25運輸航空旅的基地，他們主要使用伊尔-76 M/MD、伊留申IL-78與安托諾夫-26的飛機型。

## 歷史
2015年，該基地設立了一座墓碑，以紀念俄軍擊落民用飛機的事件。
自從俄烏戰爭重啟後，駐在該基地的軍事層決定離開，以避免當地的平民在俄軍奪取基地時受炮擊。 2022年3月1日，俄軍正式奪下該基地。2022年4月10日，有消息聲稱該基地被烏軍炮擊。
其後於7月3日，烏方人士指烏軍再次轟炸了該基地，更有聲稱他們使用了美方贈送的海馬斯系統。由於梅利托波爾空軍基地為當時俄軍使用的主要4個軍事基地的其中一個，烏軍的攻擊被視為對俄方的勢力作出了重大的打擊。